# Aignan-Thomas Desfriches
 (décembre 2013).
Aignan-Thomas Desfriches, seigneur de la Cartaudière, est un dessinateur, graveur, collectionneur et mécène français né à Orléans le 7 mars 1715 et mort à Orléans le 25 décembre 1800.

## Biographie
Aignan-Thomas Desfriches naît le 7 mars 1715 à Orléans dans la province de l'Orléanais du royaume de France sous le règne de Louis XIV. Issu d'un milieu de négociants d'Orléans, il est le fils de Jean Aignan Desfriches, négociant en denrées coloniales, échevin d'Orléans, et de Catherine Boillève. Marié à Marie Madeleine Buffereau puis à Françoise Le Normant (fille d'une Tassin), il est le beau-père de Jean Cadet de Limay.

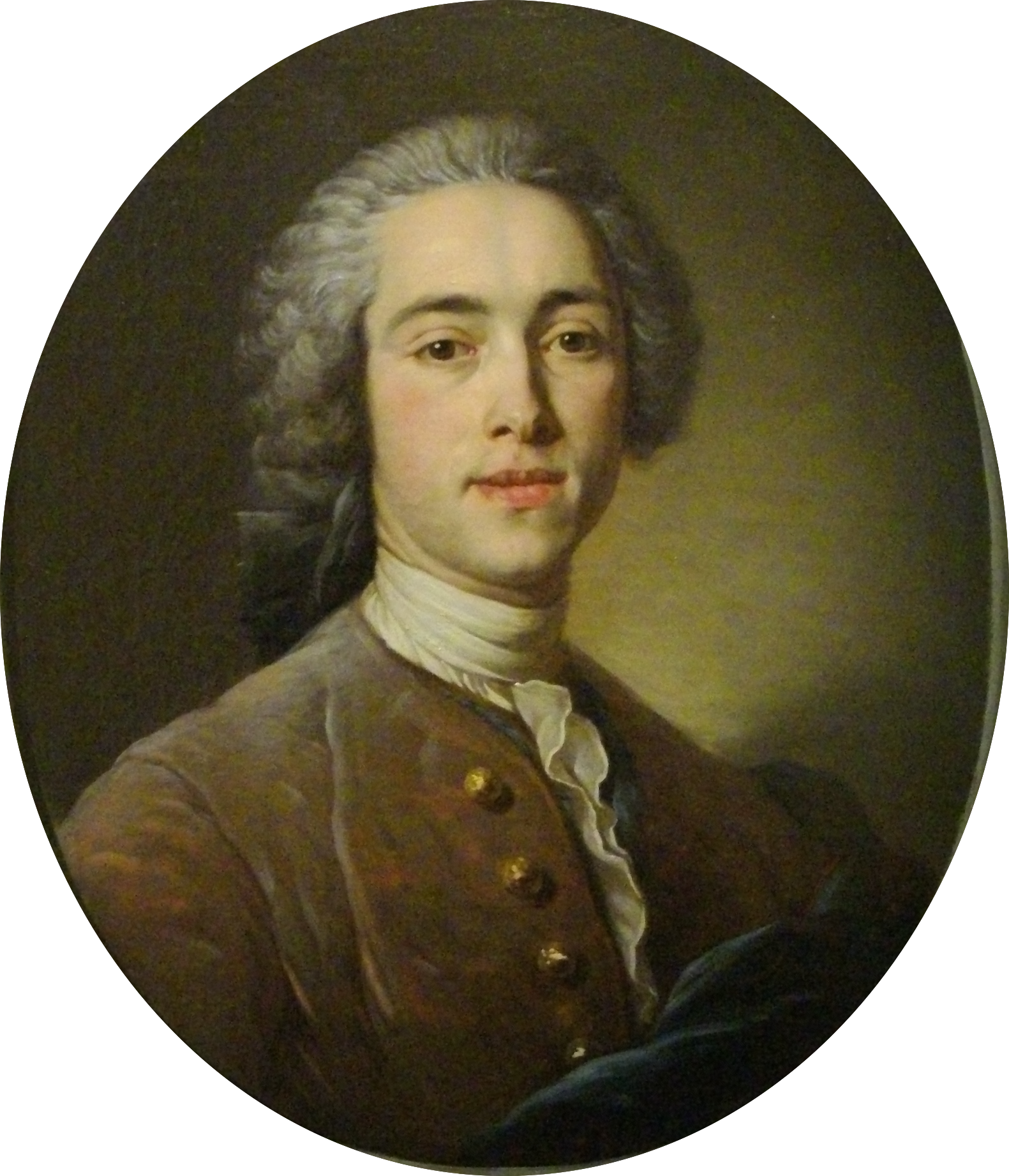
Portrait d'Aignan-Thomas Desfriches, par Donat Nonnotte (Musée des beaux-arts d'Orléans).

Il part suivre ses études de dessin à Paris, mais est obligé de les interrompre pour reprendre en mains l'affaire familiale en difficulté.
Il réside au château de la Cartaudière, situé à Saint-Pryvé-Saint-Mesmin, à l'Ouest d'Orléans.
À cette époque, l'industrie principale de la ville est le sucre rapporté des Antilles via Nantes et la Loire. La maison Desfriches se livre au commerce des fournitures destinées au commerce de la traite négrière, avant d'ouvrir une raffinerie.

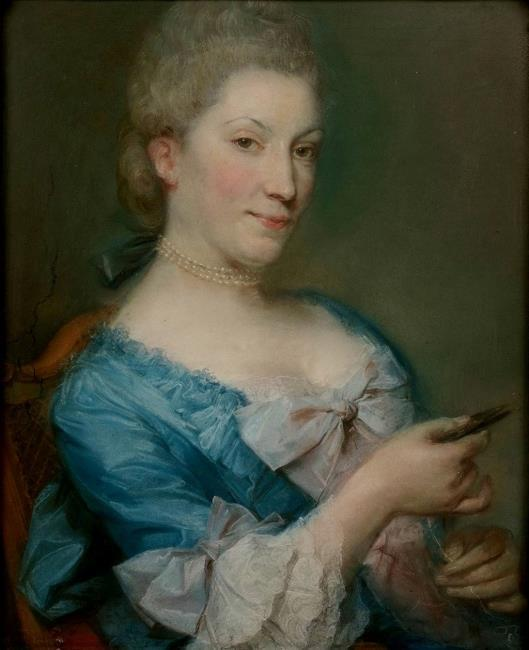
Portrait de son épouse, née Marie Madeleine Buffereau, par Jean-Baptiste Perronneau (Musée des Beaux-Arts d'Orléans).

Mais il continue à exercer sa passion : le dessin, essentiellement des petits paysages et des scènes de la vie quotidienne. Il dessine notamment la planche n°3 de l'Art de rafiner le sucre de Henri Louis Duhamel du Monceau qui sera gravée par Jan Palthe. Collectionneur avisé, il accumule les tableaux.
À partir de 1760, il innove en utilisant une technique peu répandue, le papier tablette, recouvert d'une couche plâtrée.
Il meurt à Orléans (Loiret) le 25 décembre 1800 (Première République) à l'âge de 85 ans. Une rue de la ville porte son nom.
Le musée des beaux-arts d'Orléans conserve son portrait ainsi qu'un grand nombre de ses œuvres.

## Œuvres
- Deux petits paysages, formant pendants, huile sur bois, 13 x 19 cm, legs d'Albert Pomme de Mirimonde à la RMN, affecté au musée de Gray (Haute-Saône), musée Baron-Martin :
  - Paysage avec bateau ;
  - Paysage avec promontoire.
- Orléans, musée des Beaux-Arts: 
  - Représentation des travaux du pont d’Orléans , vers 1755-1756, pierre noire et crayon noir sur papier vergé crème collé en plein sur carte, 30,1 x 51,3 cm[1]. 
  - La Ville d’Orléans, 1761, graphite, pierre noire, lavis d’encre noire sur plusieurs feuilles de papier vergé assemblées collées en plein sur carte, 57 x 98 cm[2].

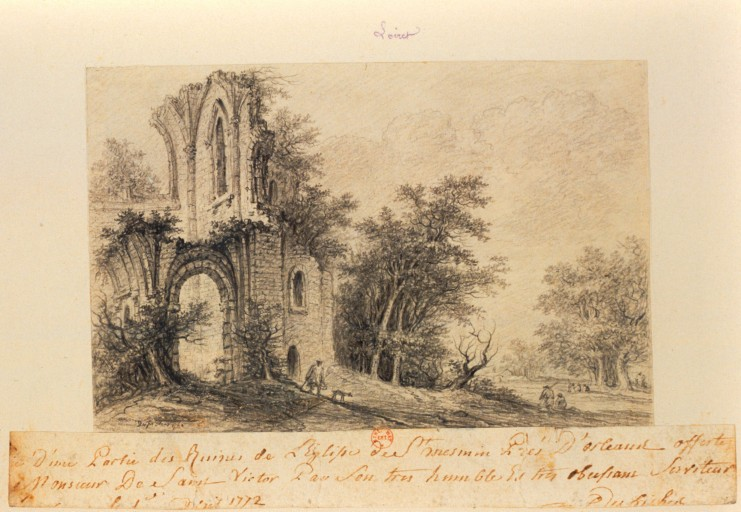
Vue d'une partie des ruines de l'église Saint-Mesmin.
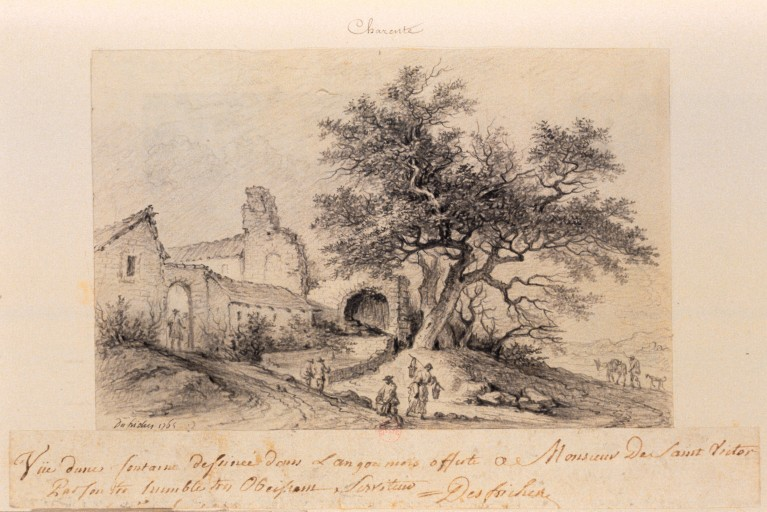
Vue d'une fontaine.

## Expositions
- Aignan-Thomas Desfriches, collectionneur, mécène et dessinateur, cabinet d'arts graphiques du musée des beaux-arts d'Orléans, avril-juillet 2015[3].